# Vaumarcus

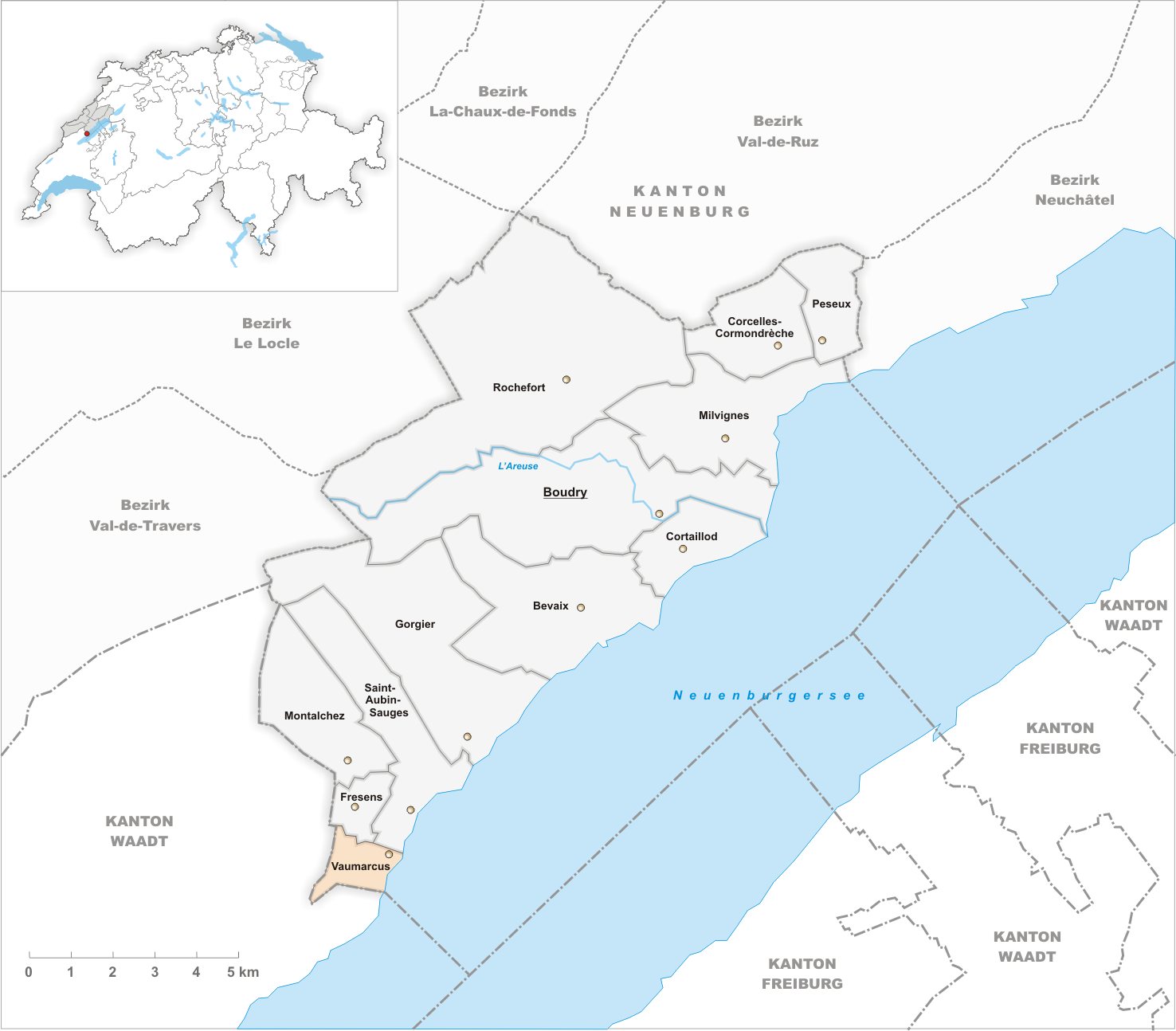
Gemeindestand vor der Fusion am 1. Januar 2018

Vaumarcus war bis zum 31. Dezember 2017 eine politische Gemeinde im Distrikt Boudry des Kantons Neuenburg in der Schweiz. Der frühere deutsche Name Famergü wird heute nicht mehr verwendet. Von 1875 bis 1966 hiess die Gemeinde offiziell Vaumarcus-Vernéaz.

## Geographie
Vaumarcus liegt auf 447 m ü. M., 18,2 Kilometer Luftlinie südwestlich der Kantonshauptstadt Neuchâtel. Die nächste grössere Stadt ist Yverdon, welche 14,2 Kilometer Luftlinie im Südwesten liegt. Die Gemeinde erstreckt sich am Jurasüdfuss, nahe dem Ufer des Neuenburgersees, südlich der Mündung des Baches La Vaux.
Die Fläche des nur gerade 1,8 km² grossen ehemaligen Gemeindegebiets umfasst einen schmalen Abschnitt am Nordwestufer des Neuenburgersees. Das Gebiet erstreckt sich vom Uferrandstreifen westwärts über die Höhe des Bois de Seyte und das Tälchen von Vernéaz bis an den Osthang des Mont Aubert, an dem mit 640 m ü. M. der höchste Punkt von Vaumarcus erreicht wird. Die nördliche Grenze bildet das in den Hang eingetiefte Tal des Baches Ruisseau de la Vaux. Von der Gemeindefläche entfielen 1997 12 % auf Siedlungen, 26 % auf Wald und Gehölze und 62 % auf Landwirtschaft.
Zur Gemeinde Vaumarcus gehörten der Weiler Vernéaz (610 m ü. M.) am Osthang des Mont Aubert und einige Einzelhöfe. Nachbargemeinden von Vaumarcus waren Saint-Aubin-Sauges und Fresens im Kanton Neuenburg sowie Mutrux und Concise im Kanton Waadt.

Historisches Luftbild von Werner Friedli von 1949

## Bevölkerung
Mit 268 Einwohnern (Stand 31. Dezember 2017) gehörte Vaumarcus zu den kleinen Gemeinden des Kantons Neuenburg. Von den Bewohnern sind 93,2 % französischsprachig, 3,7 % deutschsprachig und 2,1 % italienischsprachig (Stand 2000). Seit 1970 (140 Einwohner) ist die Bevölkerungszahl von Vaumarcus deutlich angestiegen.

## Politik
Die Stimmenanteile der Parteien anlässlich der Nationalratswahl 2015 betrugen: FDP 38,3 %, SP 21,5 %, SVP 19,1 %, GPS 7,8 %, PdA 6,1 %, Cadmos 3,5 %, CVP 1,7 %, Liste du vote blanc 1,2 %, glp 0,6 %, BDP 0 %.

## Wirtschaft
Vaumarcus war bis ins 20. Jahrhundert ein hauptsächlich durch die Landwirtschaft geprägtes Dorf. An den unteren Jurahängen wird Weinbau (siehe hierzu auch den Artikel Weinbau in der Schweiz), darüber vorwiegend Ackerbau betrieben. Weitere Arbeitsplätze gibt es in einer Druckerei und im Dienstleistungssektor. Im Camp de Vaumarcus, einem Zentrum an der Grenze zwischen Vaumarcus und Concise, werden von Frühling bis Herbst Ferienlager von verschiedenen Organisationen durchgeführt. Le Camp ist ein Zentrum und Treffpunkt für Begegnungen, Weiterbildung und Ferien. Gruppen jedweder Art finden dort eine Unterkunft für ihren Arbeits- oder Freizeitaufenthalt.

## Verkehr
Vaumarcus ist verkehrsmässig gut erschlossen. Sie liegt nahe der Hauptstrasse 5 von Neuchâtel nach Yverdon. Mit dem Bau der Autobahn A5 (Neuchâtel-Yverdon), die im Mai 2005 dem Verkehr übergeben wurde, erfuhr der Uferbereich bei Vaumarcus massive Eingriffe; die Autobahn verläuft hier nur wenige Meter vom Ufer des Neuenburgersees entfernt. Am 7. November 1859 wurde die Eisenbahnlinie Neuchâtel–Yverdon mit einem Bahnhof in Vaumarcus eingeweiht; die Bahn verkehrt allerdings in Richtung Neuchâtel nur zweimal täglich: morgens und abends. Der Ort wird durch eine Buslinie, die zwischen Gorgier nach Yverdon verkehrt, besser erschlossen.

## Geschichte

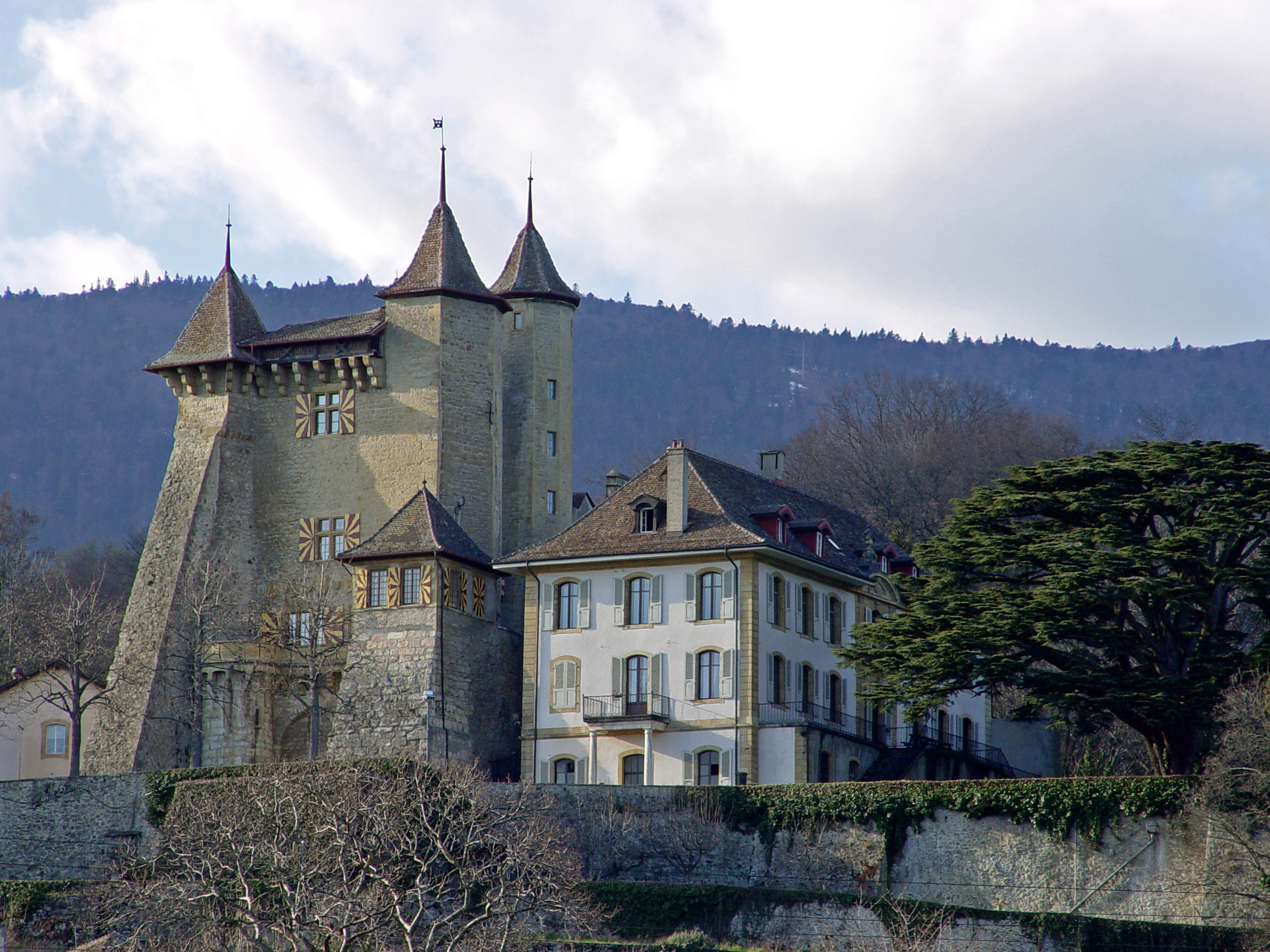
Schloss Vaumarcus; Sicht von der Autobahn

Die erste urkundliche Erwähnung des Ortes erfolgte 1194 unter dem Namen Vallis Margult, 1228 erschien die Bezeichnung Valmarcuel. Margult ist vermutlich auf den germanischen Personennamen Markold oder Markwald zurückzuführen. Die Geschichte des Ortes hängt eng mit derjenigen des Schlosses Vaumarcus zusammen, das bereits 1285 erwähnt ist. 1308 kam das schlecht unterhaltene Schloss an die Grafen von Neuenburg, die es wiederherstellten. Weil der Schlossherr, der zu einer Seitenlinie der Grafen von Neuenburg gehörte, Karl dem Kühnen Unterschlupf gewährte, wurde das Schloss 1476 nach der Schlacht bei Grandson in Brand gesteckt.
Ab 1599 stand Johann-Ulrich von Bonstetten, verheiratet mit Anne von Neuenburg-Vaumarcus, an der Spitze der Herrschaft, die vier Jahre zuvor zur Freiherrschaft erhoben worden war. Von 1675 an wurde sie von den Nachfahren von David von Büren (1614–1695) und seiner Frau, einer geb. von Bonstetten, verwaltet, bis das Lehen 1831 abgelöst wurde.
Seit 1648 war Neuenburg Fürstentum und ab 1707 durch Personalunion mit dem Königreich Preussen verbunden. 1806 wurde das Gebiet an Napoleon I. abgetreten und kam 1815 im Zuge des Wiener Kongresses an die Schweizerische Eidgenossenschaft, wobei die Könige von Preussen bis zum Neuenburgerhandel 1857 auch Fürsten von Neuenburg blieben. 1875 wurde die bis dahin selbständige Gemeinde Vernéaz mit Vaumarcus zur Gemeinde Vaumarcus-Vernéaz fusioniert. 1966 erfolgte die Rückkehr zum 1875 bei der Fusion mit Vernéaz untergegangenen alten Gemeindenamen Vaumarcus.
1941 fand in Vaumarcus das Ferienlager der protestantischen Jugendorganisation Unions chrétienne de Jeunes Gens, des Cevi, statt. Als Gast der Veranstaltung sprach der Theologe Karl Barth. Seine Rede über die Gefahr des Nationalsozialismus, die er am 13. Juli hielt, durfte nicht öffentlich erscheinen, da ihn die Behörden aus Furcht vor Nazi-Deutschland mit einem Verbot belegt hatten.

## Sehenswürdigkeiten
Das Schloss Vaumarcus steht auf einem Geländevorsprung über dem Tal des Baches La Vaux. Es wurde nach 1476 wiederaufgebaut. Der neuere Schlossteil mit einer grossen Terrasse wurde 1773 angefügt. Das Mitte des 20. Jahrhunderts umfassend restaurierte Schloss beherbergt heute die Gemeindeverwaltung und dient auch als gastronomisches und kulturelles Zentrum. Vaumarcus besitzt keine eigene Kirche, es gehört zur Pfarrei Saint-Aubin-Sauges.
Die Redoute des Bourguignons ist eine von der späten Bronzezeit bis zur frühen Eisenzeit genutzte Befestigung.

## Persönlichkeiten
- Ludwig von Büren (* 1735 in Vaumarcus; † 1806 in Bern), Offizier und Landvogt